# Moedas de euro cipriotas
O Euro (EUR ou €) é a moeda comum para as nações que pertencem à União Europeia e que aderiram à zona Euro. As moedas de euro têm dois lados diferentes: um lado comum, europeu, mostrando o valor da moeda, e um lado nacional, mostrando um desenho escolhido pelo país membro da UE onde a moeda foi cunhada. Cada país membro tem um ou vários desenhos únicos a esse país.
Para visualizar as imagens do lado comum e para ter uma descrição detalhada das moedas, ver moedas de euro.

O Euro (ISO 4217 Code: EUR, Unicode Symbol: €) é a moeda comum da Zona Euro no interior da União Europeia, incluindo Chipre desde 1 de janeiro de 2008. As moedas de Euro têm dois lados diferentes:
- Cara: lado nacional - apresenta uma concepção própria ao estado membro da UE (União Europeia), frequentemente um símbolo nacional.
- Coroa: lado comum - apresenta a concepção e denominação normalizada da UE.

Para visualizar as imagens do lado comum e uma descrição detalhada das moedas, veja moedas de Euro.
O concurso para a escolha do desenho das moedas cipriotas foi finalizado em 14 de outubro de 2005:
- 1, 2 e 5 cêntimos: o Muflão, que representa a natureza e a vida selvagem do Chipre;
- 10, 20 e 50 cêntimos: o navio de Cirênia, do século IV, representando a história do Chipre;
- 1 e 2 euros: o Ídolo de Pomos, representando a antiguidade, a cultura e a civilização da ilha.

| € 0,01                                                                 | € 0,02                                                               | € 0,05        |
| ---------------------------------------------------------------------- | -------------------------------------------------------------------- | ------------- |
| Dois muflões, juntos da inscrição ΚΥΠΡΟΣ-(ano de cunhagem)-KIBRIS      |                                                                      |               |
| € 0,10                                                                 | € 0,20                                                               | € 0,50        |
| O navio de Cirênia, junto da inscrição ΚΥΠΡΟΣ-(ano de cunhagem)-KIBRIS |                                                                      |               |
| € 1,00                                                                 | € 2,00                                                               | € 2 (rebordo) |
| O Ídolo de Pomos, junto da inscrição ΚΥΠΡΟΣ-(ano de cunhagem)-KIBRIS   | O Ídolo de Pomos, junto da inscrição ΚΥΠΡΟΣ-(ano de cunhagem)-KIBRIS | 2 ΕΥΡΩ 2 EURO |

A cunhagem das moedas já começou. Elas podem serem vistas no site do BCE.

## Moedas comemorativas de 2 euros

10.º aniversário da União Económica e Monetária e da criação do euro (2009)10.º aniversário da União Económica e Monetária e da criação do euro (2009)

1. ↑  «The euro - European Commission». economy-finance.ec.europa.eu (em inglês). Consultado em 29 de março de 2025
2. ↑  Bank, European Central (9 de dezembro de 2023). «Nuestra moneda». European Central Bank (em espanhol). Consultado em 29 de março de 2025